# Mihály Lantos
Mihály Lantos [ˈmihaːj 'lɒntoʃ] (* 29. September 1928 in Budapest; † 31. Dezember 1989 ebenda) war ein ungarischer Fußballspieler.

## Laufbahn
Mihály Lantos war Mitglied der „Goldenen Elf“ (ung. Aranycsapat), der ungarischen Nationalelf, auch Magische Magyaren genannt, die bei der Fußball-Weltmeisterschaft 1954 in Bern beim Wunder von Bern der deutschen Auswahl mit 2:3 unterlag. 
Der Abwehrspieler Lantos spielte für gewöhnlich in der Abwehrreihe der Ungarn auf der linken Seite neben Gyula Lóránt. Da die goldene Elf eine moderne Auffassung von Angriffsfußball vertrat, schaltete Lantos sich auch in die Angriffe mit ein. Lantos spielte während der Fußball-Weltmeisterschaft 1954 in fünf Spielen und schoss zwei Tore. Er stand beim MTK Budapest unter Vertrag und gehörte dem Verein, der zwischen 1950 und 1956 mehrere Male seinen Namen wechselte, 13 Jahre lang an.
Mihály Lantos war zeitweise verheiratet mit der Tischtennis-Nationalspielerin Gizella Farkas.

## Erfolge als Spieler
Ungarische Nationalmannschaft:
- Olympiasieger 1952
- Zentraleuropameister 1953
- Vize-Weltmeister 1954

Verein
- MTK Budapest FC (bis 1953 hieß der Verein noch Bástya SE und ab 1953 Vörös Lobogó SE)
  - Ungarischer Fußballpokal: 1952
  - Ungarischer Meister: 1951, 1953, 1958
  - Mitropa-Pokal: 1955